# Calpe

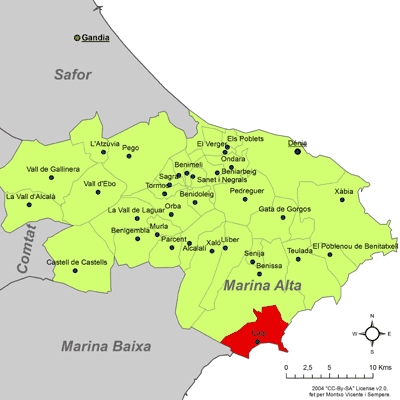
Localización de Calpe en la Marina Alta

Calpe (en valenciano y oficialmente, Calp) es un municipio de la provincia de Alicante, Comunidad Valenciana (España), situado en la costa norte de la provincia de Alicante, en la comarca de la Marina Alta. Cuenta con una población de 26 821 habitantes (INE 2024).
En su costa se alza el peñón de Ifach, una mole rocosa de 332 m de altura. Dicho peñón es uno de los símbolos de la Costa Blanca.[cita requerida]

## Geografía

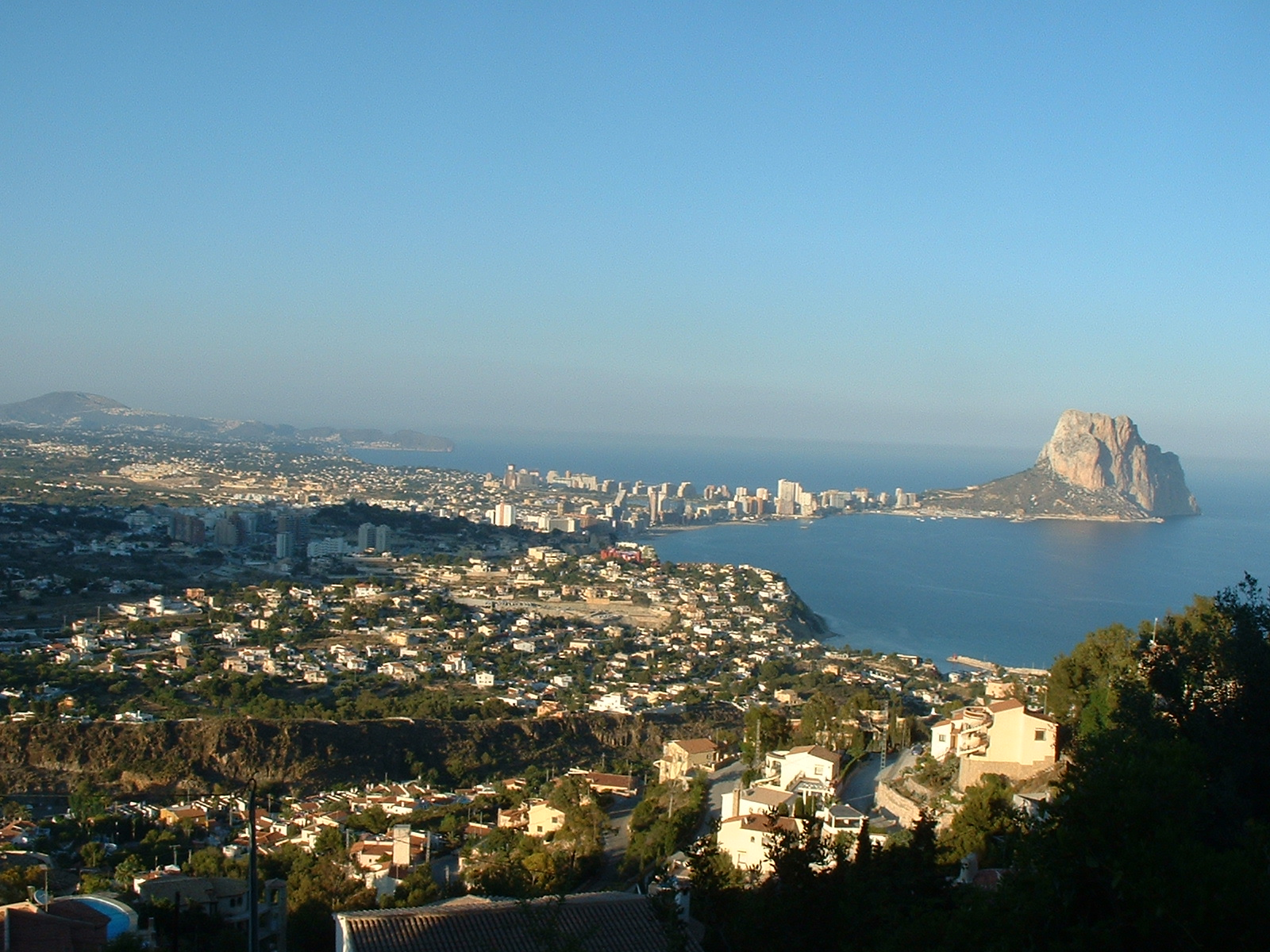
Vista de Calpe y el peñón de Ifach

La referencia más evidente de la geografía calpina es el peñón de Ifach, declarado parque natural por la Generalidad Valenciana en 1987. El término municipal presenta muchas playas y calas de muy buena calidad[cita requerida] y destaca su bahía. Otro lugar reseñable lo constituyen las salinas, de las que antiguamente se ha extraído sal desde la época romana. Pertenece al sistema prebético, que empieza en la Sierra de Cazorla y termina en el peñón de Ifach.

## Historia
Los asentamientos humanos más antiguos que se han localizado en el término municipal de Calpe se han datado en la Edad de Bronce.[cita requerida] Se trata de materiales dispersos que no permiten aventurar, por el momento, la existencia de estructuras constructivas.
Los primeros asentamientos localizados corresponden a los primeros poblados ibéricos. Estos se ubicaban, preferentemente, en las elevaciones y cerros que dominan el territorio. Se han localizado necrópolis y poblados en el peñón de Ifach, Cosentari, Corralets, La Cometa, La Empedrola, Pioco y el Castellet del Mascarat. El poblado localizado en el Tosal de Las Salinas estaba protegido por la zona pantanosa que, en aquella época, separaba el istmo del Peñón de las tierras circundantes.
Durante la romanización adquiere mayor importancia la localización costera para los nuevos asentamientos. La cercanía al mar para permitir el comercio marítimo y la explotación de las factorías de garum, salazones y viveros, aprovechando la fácil excavabilidad de la piedra tosca, es la base económica sobre la que se funda el núcleo de población de los Baños de la Reina. Otros asentamientos, tipo villas, con una base agrícola, se encontrarían dispersos por las zonas agrícolamente utilizables del término.
Los árabes levantaron, como elemento defensivo del territorio, la primera edificación del castillo de Calpe en el cerro que dominaba el paso del Mascarat.
La tradición cristiana atribuye la conquista cristiana de Calpe en 1240, después de la toma de Denia, pero otros historiadores hablan del 1254. En cualquier caso, la Corona de Aragón mantuvo, tras la conquista, la organización administrativa musulmana. Ésta estaba basada en una serie de núcleos habitados dispersos situados bajo la protección de un castillo o zona fortificada. Los habitantes del término quedaron englobados en la unidad administrativa del Castillo de Calpe. Tras la sublevación encabezada por el caudillo musulmán Al-Azraq, se expulsó a toda la población mudéjar del término y se empezó a repoblar con cristianos.
En 1290 el lugar pasó a manos del almirante aragonés Roger de Lauria, quien impulsó la construcción de un poblado, denominado Ifach, en la ladera del Peñón. Durante el reinado de Pedro IV de Aragón se fortificaron sus murallas para defender el pueblo de los ataques moriscos. En 1359, la lucha de este mismo monarca contra Pedro I de Castilla en la guerra de los Dos Pedros provocó la destrucción del poblado de Ifach. Los habitantes se refugiaron en la cercana alquería de Calpe, situada en un cerro cercano a la costa desde el que se dominaba la bahía. Este hecho permitió el despegue demográfico y económico de esta alquería, poniendo las bases para su futura consolidación como emplazamiento de la capitalidad del término.
La unidad administrativa del castillo de Calpe perduraría hasta 1386, año en el que se procedió a la división en los actuales términos municipales de Benisael cual era el principal y de donde surgieron: Teulada, Calpe y Senija. Hasta la disolución del régimen señorial en 1837, varias familias nobiliarias estarían ejercitando su jurisdicción sobre Calpe, la última la de los Palafox.
El primitivo núcleo urbano de Calpe fue amurallado. En 1637 la villa fue saqueada por esclavistas africanos, propiciando uno de los hechos más luctuosos de su historia: 315 personas, incluyendo mujeres y niños fueron secuestradas y llevadas en esclavitud a Argel, donde permanecieron cinco años hasta que fueron liberadas a cambio de oro y de piratas prisioneros. El pueblo contaba entonces con 18 casas intramuros y unos 350 habitantes.
A mediados del siglo XVIII se redactaron varios proyectos para dotar a la villa de un nuevo recinto amurallado. El crecimiento demográfico de la villa durante el siglo XVII había obligado a la población a residir extramuros. En los planos se observa que se habían consolidado dos arrabales: uno, a occidente de la ciudadela, y otro, mayor, con orientación a mediodía y ajustándose a las cotas de nivel.
Durante el siglo XIX la villa se desarrolla hacia occidente. El eje básico de crecimiento es la traza del camino hacia Altea y Alicante: actuales calles de la Libertad y de Afuera.
En la segunda mitad del siglo XIX se produce el despegue de la actividad marinera. Se levantan edificaciones como Pósito de Pescadores para servicio de la pesca, si bien ya existían aduanas y almacenes a finales del siglo XVIII. Estos edificios no consolidaron, sin embargo, un núcleo de población centrada en la actividad pesquera.
Hay que esperar a los años treinta para que se inicie el despegue del eje costero de la villa. Una serie de factores han confluido. En 1918 se ha saneado la zona de El Saladar, al volver a ponerse en marcha la producción salinera. La llegada del maquinismo a las barcas de pesca permite construir embarcaciones de mayor tamaño y calado. Y, sobre todo, la instalación en la zona de los Baños de la Reina y Playa del Racó de los primeros hotelitos de playa para veraneo de las clases medias emergentes. El turismo de veraneo en la costa sufre un gran impulso tras la inauguración, en 1935, del Parador de Ifach. 

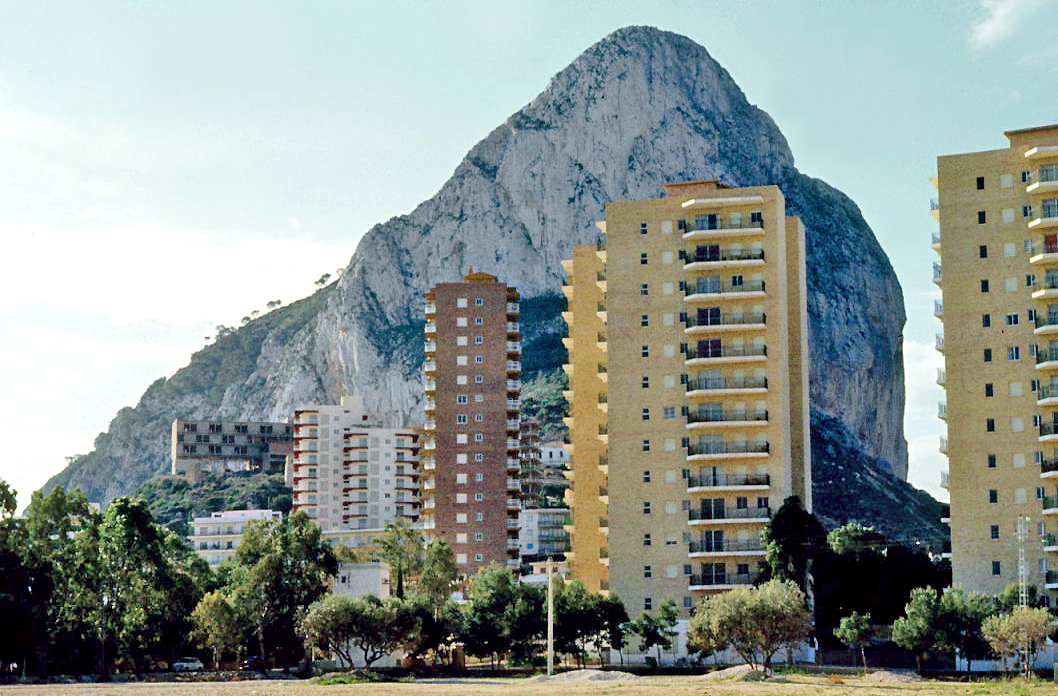
Bloques de pisos en Calpe en la década de 1970

En el período comprendido entre 1945 y finales de los años 1950 se consolida el fenómeno de construcción de villas y hotelitos para el veraneo en la costa. La actividad hotelera en el municipio se concentrará en esta zona. El núcleo urbano del puerto pesquero se desarrolla a partir de finales de los años cincuenta. Aparecen los primeros bloques de viviendas y se inicia la construcción del hotel (ya derribado) en las faldas del Peñón. Durante la segunda mitad de la década de 1960 tiene lugar en Calpe, como en el resto de la los municipios de la Costa Blanca, el gran auge de la construcción provocado por la finalización de la época de autarquía política y la expansión del fenómeno del turismo de masas, que ha transformado la población en la ciudad turística actual.
En 2006 Calpe recibió el premio del turismo Pomme d'or. En 2022 se inician los trámites para recuperar la denominación Calp/Calpe.[cita requerida]

## Demografía
Cuenta con una población de 26 821 habitantes (INE 2024).
| Gráfica de evolución demográfica de Calpe entre 1842 y 2021                                                         |
| |
| Población de derecho según los censos de población del INE Población de hecho según los censos de población del INE |

| Nacionalidad | Hombres | Mujeres | Total  | %      | Proporción |
| ------------ | ------- | ------- | ------ | ------ | ---------- |
| Española     | 6136    | 6108    | 12 244 | 50.8 % |            |
| Extranjera   | 5922    | 5930    | 11 852 | 49.1 % |            |

| País                 | Hombres | Mujeres | Total | %      | Proporción |
| -------------------- | ------- | ------- | ----- | ------ | ---------- |
| Reino Unido          | 835     | 876     | 1711  | 14.4 % |            |
| Rumania              | 632     | 664     | 1296  | 10.9 % |            |
| Alemania             | 467     | 585     | 1052  | 8.9 %  |            |
| Marruecos            | 470     | 319     | 789   | 6.7 %  |            |
| Rusia                | 326     | 460     | 786   | 6.6 %  |            |
| Colombia             | 361     | 363     | 724   | 6.1 %  |            |
| Francia              | 229     | 235     | 464   | 3.9 %  |            |
| Ucrania              | 153     | 189     | 342   | 2.9 %  |            |
| Italia               | 197     | 141     | 338   | 2.9 %  |            |
| Senegal              | 219     | 40      | 259   | 2.2 %  |            |
| China                | 95      | 111     | 206   | 1.7 %  |            |
| Bulgaria             | 81      | 86      | 167   | 1.4 %  |            |
| Polonia              | 77      | 89      | 166   | 1.4 %  |            |
| Argentina            | 74      | 67      | 141   | 1.2 %  |            |
| Venezuela            | 56      | 75      | 131   | 1.1 %  |            |
| Cuba                 | 32      | 30      | 62    | 0.5 %  |            |
| Pakistán             | 38      | 11      | 49    | 0.4 %  |            |
| Argelia              | 29      | 18      | 47    | 0.3 %  |            |
| Portugal             | 24      | 19      | 43    | 0.3 %  |            |
| Brasil               | 13      | 23      | 36    | 0.3 %  |            |
| Bolivia              | 19      | 16      | 35    | 0.2 %  |            |
| Perú                 | 10      | 16      | 26    | 0.2 %  |            |
| República Dominicana | 6       | 11      | 17    | 0.1 %  |            |
| Paraguay             | 6       | 9       | 15    | 0.1 %  |            |
| Ecuador              | 6       | 6       | 12    | 0.1 %  |            |
| Chile                | 4       | 7       | 11    | 0.09 % |            |
| Uruguay              | 4       | 5       | 9     | 0.07 % |            |
| Nigeria              | 0       | 2       | 2     | 0.01 % |            |

## Comunicaciones
A Calpe se puede acceder por transporte y carretera. Además cuenta con tres líneas de autobús urbanos y dos interregionales. También tiene una estación de tren.

### Carretera
- Por el norte, desde Benisa y Teulada, y desde la autopista de peaje AP-7, salida 63, que enlaza con la carretera N-332.
- Por el sur, desde Alicante, Benidorm, y Altea, por la salida 64 de la autopista de peaje AP-7, que enlaza con la carretera N-332.

### Autobús

#### Urbano e interurbano
Calpe cuenta con 2 líneas de autobús urbano (L1 y L 2) y 1 línea de autobús interurbano que conecta con moraira-teulada (L 3), operadas por Autobuses Ifach, S.L.
| Autobuses urbanos e interurbanos de Calpe | Autobuses urbanos e interurbanos de Calpe | Autobuses urbanos e interurbanos de Calpe | Autobuses urbanos e interurbanos de Calpe |
| Línea                                     | Cabecera                                  | Recorrido                                 | Terminal                                  |
| ----------------------------------------- | ----------------------------------------- | ----------------------------------------- | ----------------------------------------- |
| L 1                                       | Estación de Calpe (TRAM Alicante)         | centro - playas                           | Maviro                                    |
| L 2                                       | Estación de Calpe (TRAM Alicante)         | centro - playas                           | La Vallesa                                |
| L 3                                       | Urb. Calpe Park                           | centro - playas - moraira                 | Teulada                                   |

#### Interregional
| Autobuses Interrregionales en Calpe | Autobuses Interrregionales en Calpe | Autobuses Interrregionales en Calpe | Autobuses Interrregionales en Calpe |
| Línea                               | Cabecera                            | Terminal                            | Operador                            |
| ----------------------------------- | ----------------------------------- | ----------------------------------- | ----------------------------------- |
| Autobús de largo recorrido          | Calpe                               | Aeropuerto El Atlet (Alicante)      | ALSA                                |
| Autobús de largo recorrido          | Calpe                               | Madrid                              | ALSA                                |

### Ferrocarril
Calpe cuenta con una estación, situada al oeste de la localidad. En ella presta servicio la línea 9 del TRAM, que llega hasta los municipios de Denia y Benidorm, y presta servicio a los municipios que hay a su paso.
| << Cabecera | < Estación | Línea | Estación > | Cabecera >> |
| ----------- | ---------- | ----- | ---------- | ----------- |
| Benidorm    | Olla Altea |       | Benissa    | Denia       |

## Economía

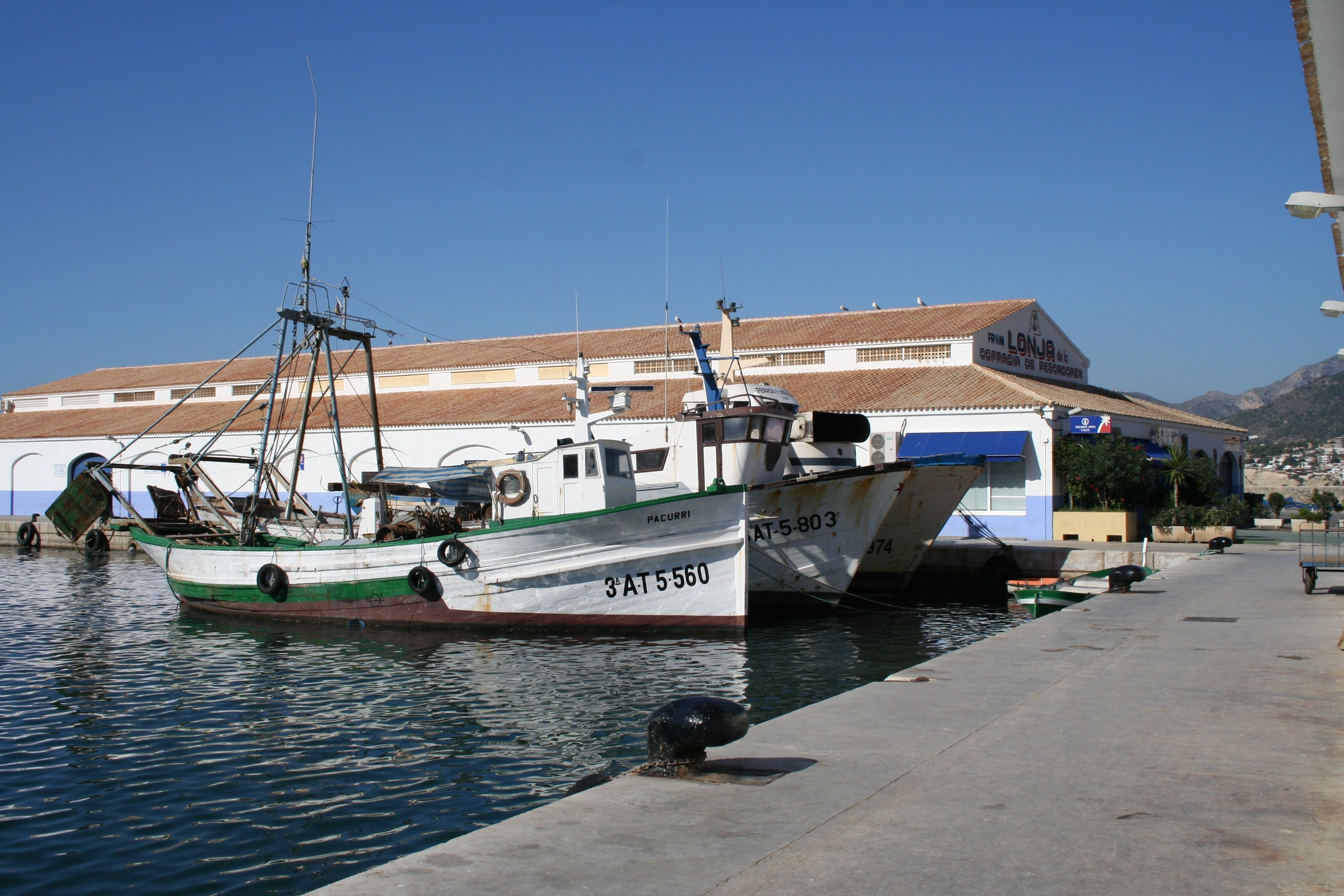
Puerto pesquero de Calpe.

Tradicionalmente, fue una población agrícola, que producía almendras, pasas y algarrobas; su economía también se apoyaba en la pesca y la extracción de sal de sus salinas, hoy en día parque natural. Sin embargo, desde el siglo pasado (ya en los años treinta veraneó aquí Ernest Hemingway), sobre todo a partir de los años 60, se ha convertido en un municipio turístico, transformando su economía, su urbanismo y, en gran medida, su propia población.

## Política y gobierno
| Periodo   | Nombre                                                 | Partido             |
| --------- | ------------------------------------------------------ | ------------------- |
| 1979-1983 | Francisco Camañez Crespo                               | UCD                 |
| 1983-1987 | Francisco Camañez Crespo                               | UCD                 |
| 1987-1991 | Violeta Rivera López                                   | PSPV-PSOE           |
| 1991-1995 | Violeta Rivera López                                   | PSPV-PSOE           |
| 1995-1999 | Francisco Javier Morató Vives                          | PP                  |
| 1999-2003 | Francisco Javier Morató Vives                          | PP                  |
| 2003-2007 | Francisco Javier Morató Vives                          | PP                  |
| 2007-2011 | Luis Guillermo Serna García Josep Joaquim Tur i Císcar | PSPV-PSOE Compromís |
| 2011-2015 | César Sánchez Pérez                                    | PP                  |
| 2015-2019 | César Sánchez Pérez                                    | PP                  |
| 2019-2023 | Ana Sala Fernández                                     | PP Independiente    |
| 2023-act. | Ana Sala Fernández                                     | Somos Calpe         |

En las elecciones municipales de 2003, el PP obtuvo 13 concejales, el PSPV-PSOE 5, el BLOC 2 y el PSI 1.
En las elecciones municipales de 2007, el PP obtuvo 9 concejales, el PSPV-PSOE 9, el BLOC 2, y el PSI 1. Se formó una coalición entre PSOE, BLOC y PSI, desbancando al Partido Popular tras 12 años de gobierno. En octubre de 2008 se rompió esta coalición y tras una moción de censura se formó una nueva coalición entre PP, el BLOC y PSI, obteniendo la alcaldía Joaquim Tur, del BLOC.
En las elecciones municipales de 2019, el PP obtuvo 9 concejales, el PSPV-PSOE 6, Compromís 2, Ciudadanos 2 y Defendamos Calpe 2. Se formó una coalición entre PP y Ciudadanos, nombrando alcaldesa a Ana Sala Fernández. En enero de 2023 se rompió esta coalición tras el nombramiento de César Sánchez Pérez como candidato a la alcaldía por el Partido Popular y Ana Sala pidió la baja del partido y concurrió a las Elecciones municipales de 2023 con el partido local Somos Calpe, obteniendo 6 concejales y la alcaldía tras un acuerdo con PSPV-PSOE y Compromís.

### Composición de la Corporación Municipal en el año 2023
El pleno del ayuntamiento está formado por 21 concejales. En las elecciones municipales de 2023, se presentan el Partido Popular (PP), el PSPV-PSOE, Compromís per Calp, Somos Calpe, Ciudadanos, Vox, Defendamos Calpe y Calpe Despierta.
Vox, Ciudadanos y Calpe Despierta se quedaron sin representación el pleno.
| Elecciones municipales del 28 de mayo de 2023 - Calpe |                    |                      |       |         |            |            |
| Partido                                               | Partido            | Candidato            | Votos | Votos   | Concejales | Concejales |
|                                                       | Partido Popular    | César Sánchez        | 2262  | 31,16 % | 8          | 1          |
|                                                       | Somos Calpe        | Ana Sala Fernández   | 1844  | 25,40 % | 6          | 6          |
|                                                       | PSPV-PSOE          | Guillermo Sendra     | 1115  | 15,36 % | 3          | 3          |
|                                                       | Compromís per Calp | Ximo Perles          | 810   | 11,16 % | 2          |            |
|                                                       | Defendamos Calpe   | Paco Quiles Zaragoza | 565   | 7,95 %  | 2          |            |
|                                                       | Vox                | Óscar Rojo           | 263   | 3,62 %  | 0          | -          |
|                                                       | Ciudadanos         | Eduardo Garijo       | 188   | 2,59 %  | 0          | 2          |
|                                                       | Calpe Despierta    | Pere Joan Cabrera    | 57    | 0,79 %  | 0          | -          |
| Fuente: Ministerio del Interior (España)              |                    |                      |       |         |            |            |

## Patrimonio

### Religioso
- Ermita del Salvador de Calpe. Situada en una colina, dominando la bahía, de gran valor paisajístico, la Ermita del Salvador, debe su nombre a que fue el 6 de agosto, día de la Transfiguración del Salvador, la fecha de la reconquista de Calpe por Jaime I. Recreación del denominado estilo gótico tipo conquista, es un edificio de planta rectangular y puerta de acceso orientada al norte definido por arcos diafragma. El interior está dividido en tres tramos mediante arcos apuntados que descansan en pilastras de piedras que desarrollan contrafuertes en el exterior de la fachada. La primera edificación data del siglo XVIII. En 1748 se levanta un nuevo edificio en el solar de la edificación anterior, que se reconstruye en 1945 y 1992.
- Ermita San Juan de la Cometa. Situada en las afueras de la población, en el Tossal de la Cometa, se trata de un conjunto de interés histórico religioso, formado por edificaciones de una antigua masía fortificada construida a finales del siglo XVII o principios del siglo XVIII.

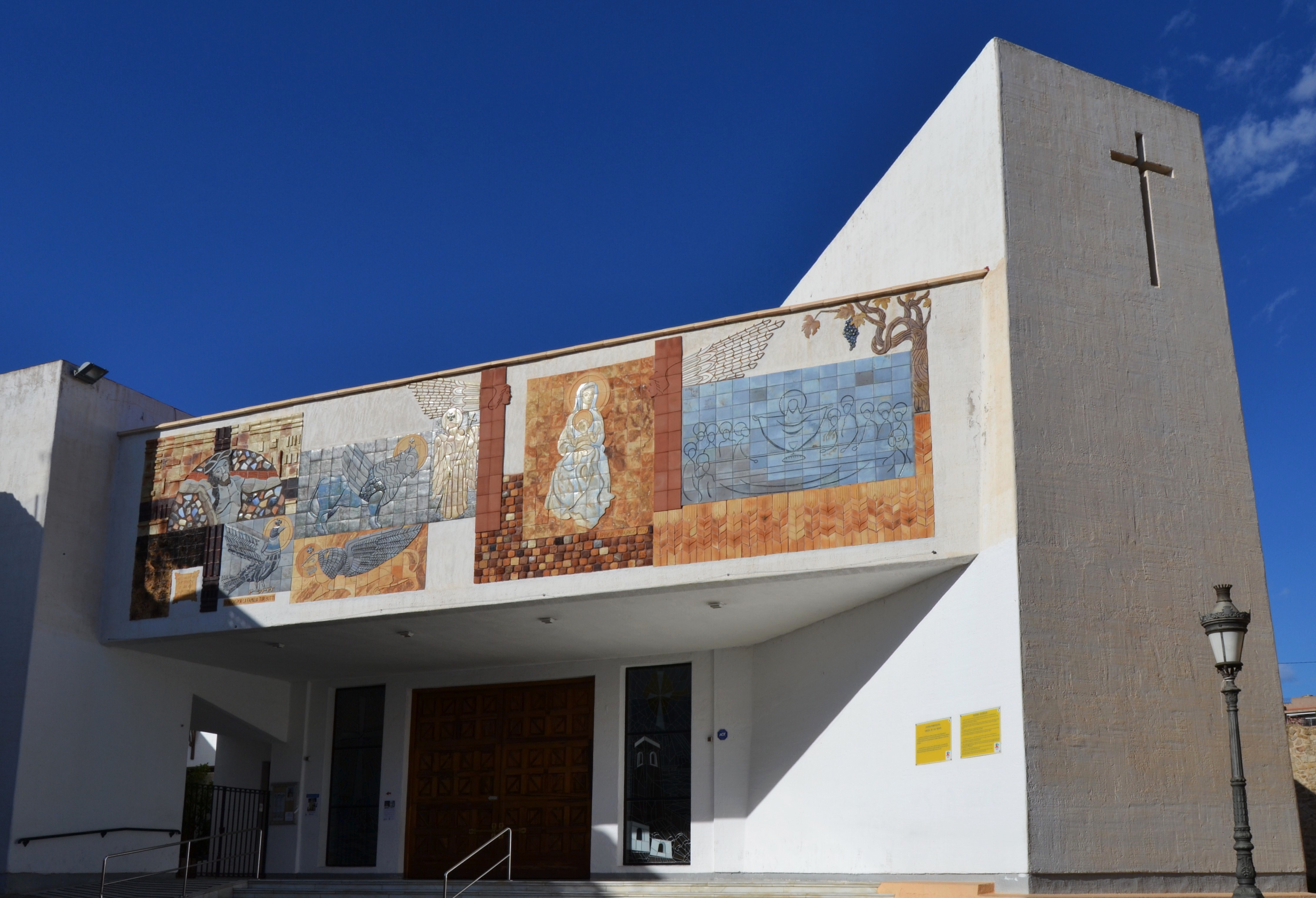
Iglesia de Nuestra Señora de las Nieves

- Iglesia Parroquial. Dedicada a Nuestra Señora de las Nieves, está situada en el corazón del casco antiguo. Su construcción data de 1973-1975, con predominio de formas modernas y macizas. Destacan sus vidrieras y los murales que decoran su interior con la técnica del mosaico, así como la fachada, decorada con un mosaico inaugurado el 22-10-1997, que muestra diferentes escenas de Antiguo y Nuevo Testamento, junto a imágenes del Cristo del Sudor y de la Virgen de las Nieves.
- La Iglesia Antigua. Adosada a la iglesia parroquial de Nuestra Señora de las Nieves, se encuentra a modo de capilla la Iglesia Antigua, único ejemplar gótico mudéjar de la Comunidad Valenciana; la muralla es su soporte y el de los edificios intramuros existentes. Combinó las funciones religiosas y defensivas al construir una especie de baluarte defensivo. Esta primitiva fortaleza del siglo XIV fue transformada y hoy constituye la sacristía y la base del campanario. En su interior se conserva un retablo al temple del siglo XV que representa a san Antonio Abad, san Cosme y san Damián, de elevado valor artístico, atribuido a un discípulo de Juan Reixach.

### Civil

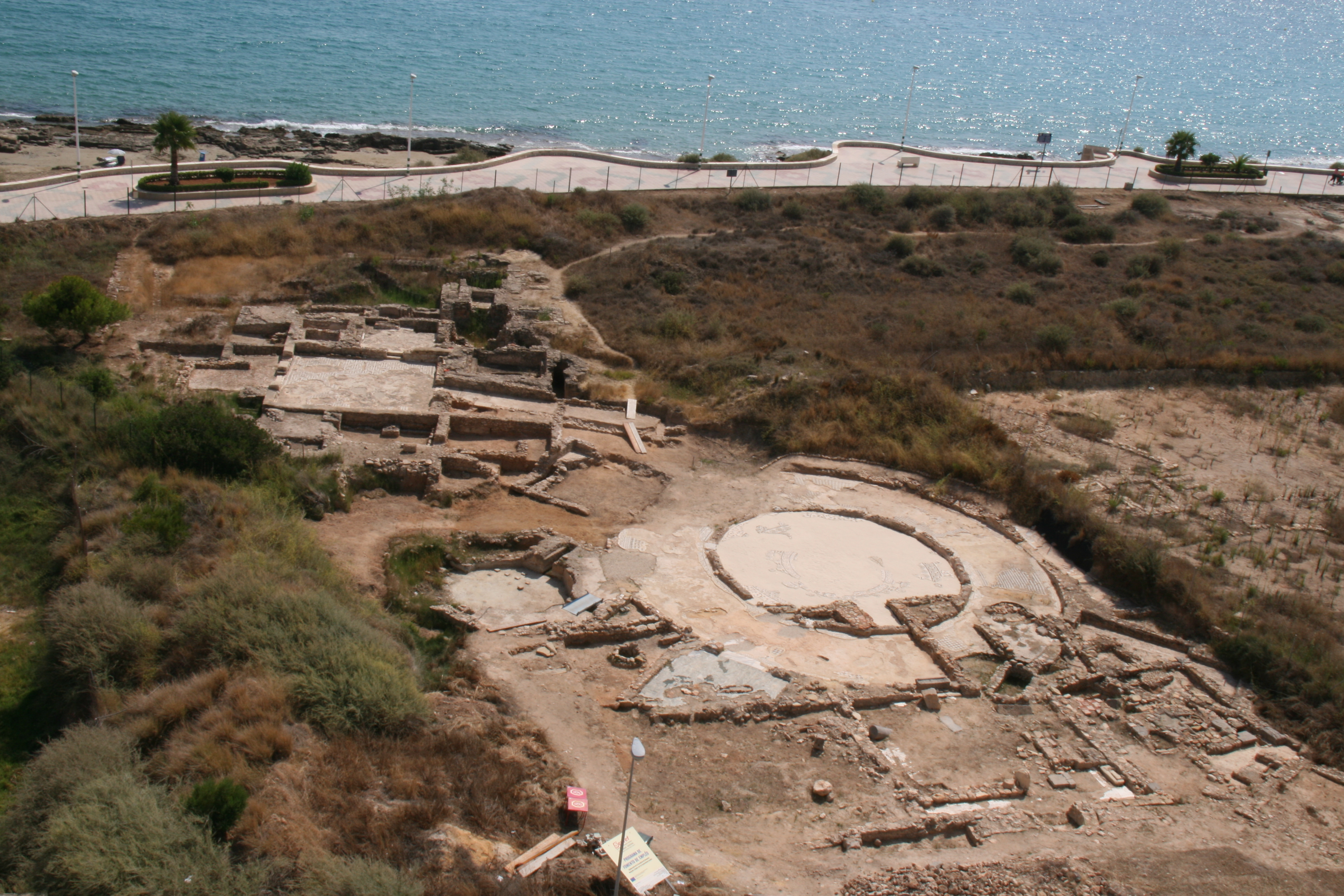
Baños de la Reina

- Baños de la Reina. Es un recinto rectangular dividido en seis compartimentos por un muro longitudinal y dos transversales. Consta también de cuatro canales para entrada de agua; dos de ellos están separados por un tajamar triangular. Junto a la boca de los canales se conservan las muescas de las verjas o tablones que cerraban el recinto. Todas estas obras están talladas en la piedra "tosca". Aunque el topónimo "Baños de la Reina" alude a una función balnearia, reservada según la leyenda a cierta "reina mora", en realidad nos encontramos ante un complejo de viveros comunicados entre sí y con el mar. Los compartimentos podrían conservar distintas especies de pescado vivo, cuya finalidad pudo ser el consumo del núcleo de población aledaño, del que se conservan vestigios en las excavaciones cercanas. La datación de todo este conjunto corresponde a la época tardo-romana (siglo IV-V d. C.).

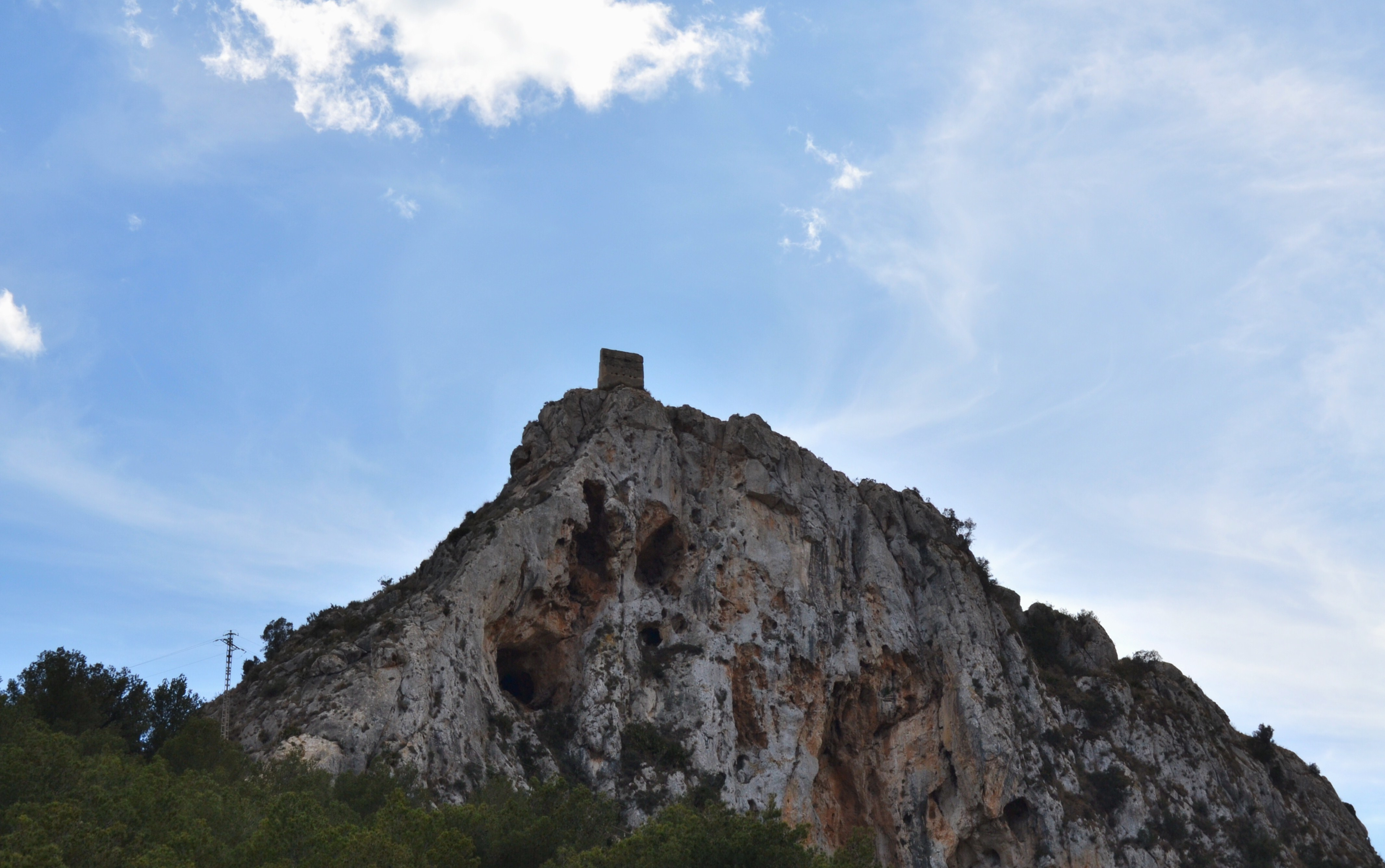
Castillo de Calpe

- Castillo-Fortaleza. Contiguas al barranco del Mascarat se emplazan las ruinas del Castillo Musulmán de Calpe. Se trata de los restos de una torre vigía edificada a finales del siglo XVI para prevenir el ataque de los piratas berberiscos. Quedan en pie una pared de la torre, en la que se observan aspilleras, y parte del lienzo defensivo de la senda de acceso. Se mantiene la base de la torre. Conjunto histórico y arquitectónico militar del siglo XVI, se levantó sobre el solar y con los materiales del antiguo Castell de Calp (siglos XII a XIV). Se observan tocavía restos de la base de los lienzos de la muralla y de los aljibes excavados en la roca.
- Torreón de la Pieza (Peça). Es el baluarte de defensa donde estaba instalada la "peça", pieza de artillería que defendió el núcleo cristiano del siglo XV en adelante y a la que debe su nombre. Hoy en día nos encontramos junto al torreón dos cañones de los cuatro extraídos en el puerto de Calpe de fabricación inglesa y datan de principios de siglo XIV. De base troncocónica, su parte superior es cilíndrica. El sistema constructivo es a base de piedra argamasa.
- Torre del Castellet.

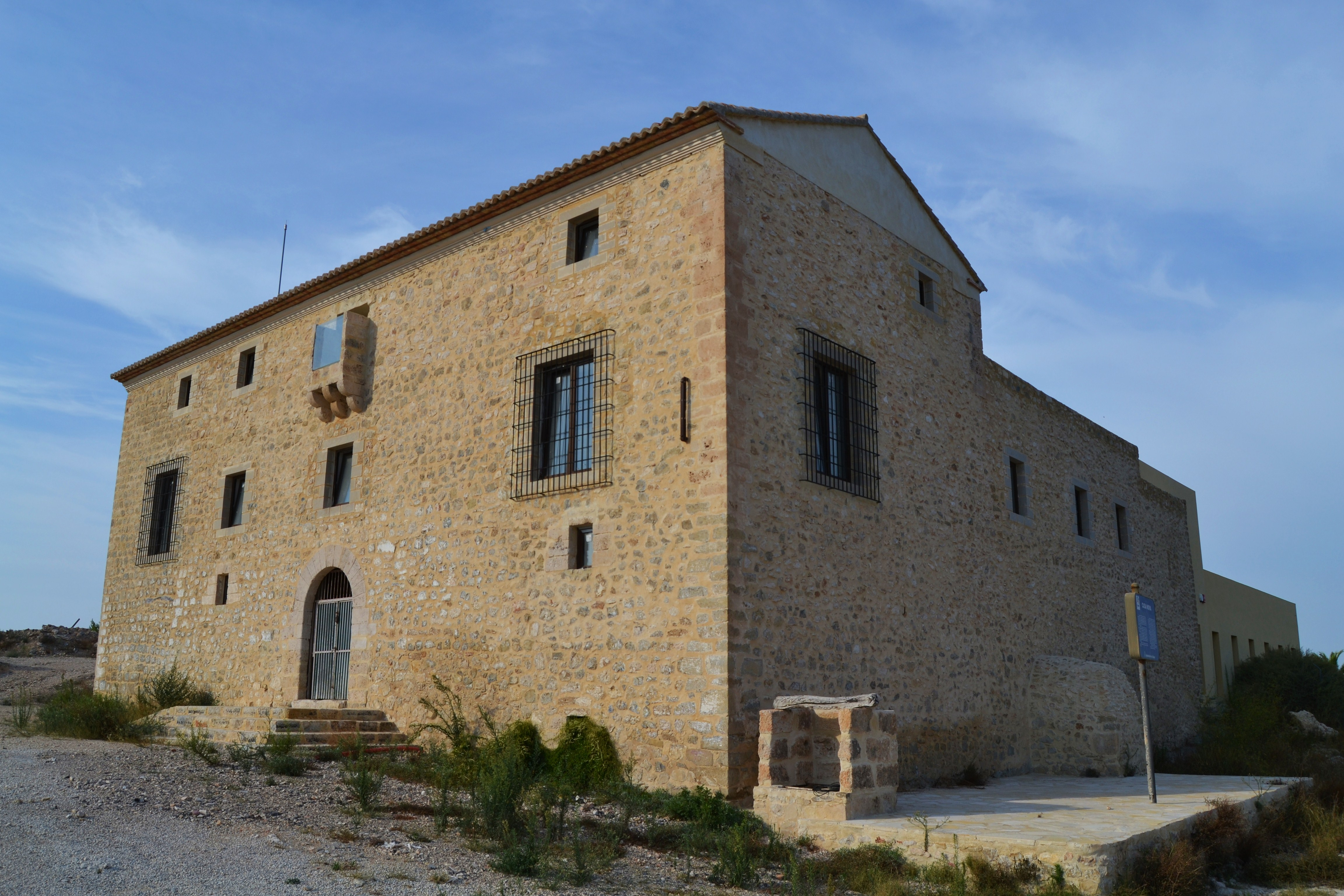
Casa Nova de Calpe

- Casanova. Típica masía fortificada, de interés histórico y arquitectónico, en la que se integran las zonas de vivienda y trabajo (lar, almácera, corrales y caballerizas). Construida probablemente a finales del siglo XVII o principios de siglo XVIII, el edificio es un hito visual y paisajístico que domina la mayor parte del término municipal. Consta de un cuerpo principal compacto, de planta rectangular, tres alturas y cubierta a dos aguas, con los huecos extremos de la primera planta transformados en balcones planos enrejados. A la edificación principal se adosan por su cara posterior una serie de cuerpos creando dos patios, uno exterior y otro interior que articulan la vivienda con las zonas de trabajo. Los materiales utilizados son los tradicionales, en general de piedra, la construcción es de mampostería con mezcla. Destacan en su fachada el alero corrido de piedra tosca labrada y el matacán sobre el hueco de acceso.

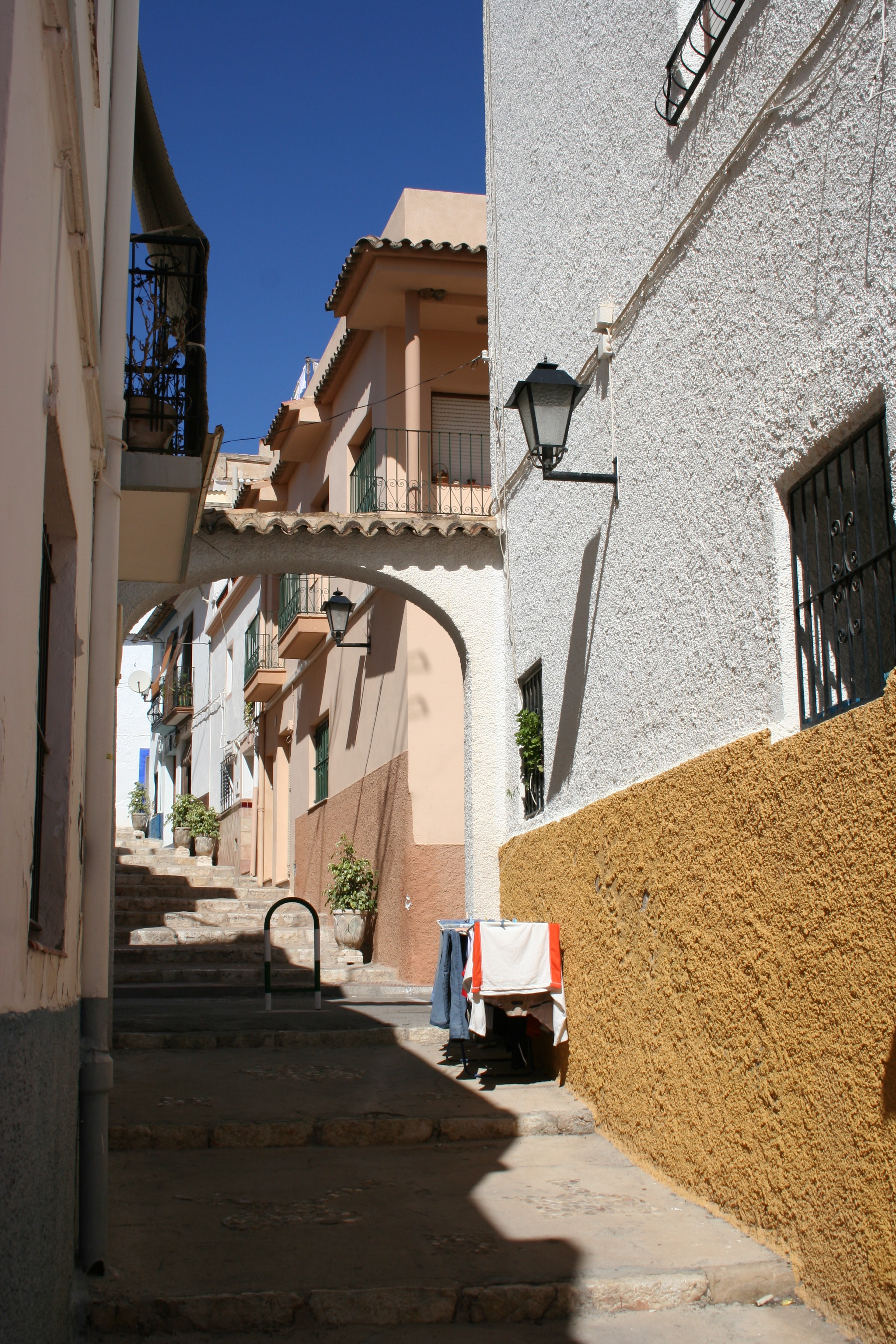
Calle típica de Calpe

- Pou Salat. Construcción rural del siglo XVIII a la que los calpinos acudían a proveerse de agua para uso doméstico. Servía también de abrevadero, hasta que en 1878 se realizó la conducción a Calpe desde el Pou Roig.
- Torre del Molí o Molino del Morelló. Edificio representativo de los molinos harineros de la Marina, que se erigió sobre los cimientos de una torre vigía construida en tiempos de Felipe II para proteger la costa de las invasiones piratas. Construida a mediados del siglo XIX a base de muros de mampostería, consta de dos plantas y base circular, alcanzando los 7 m de altura.
- Antiguo ayuntamiento. Edificio situado cerca de la plaza de la iglesia, actualmente es el museo arqueológico local.
- La font del llavador. Fuente y lavadero de 1876 situada en las inmediaciones de la estación de autobuses. Está compuesta de un compartimento donde se podían llenar cántaros de agua y otra zona dispuesta como lavadero comunal. Cerca de la fuente (al lado de la sede local de Protección Civil) aún se conserva un sifón de la canalización que llevaba el agua desde el pozo de origen hasta la fuente. En 1963 la fuente quedó en desuso tras la instalación de agua corriente en el pueblo.

## Parques y playas

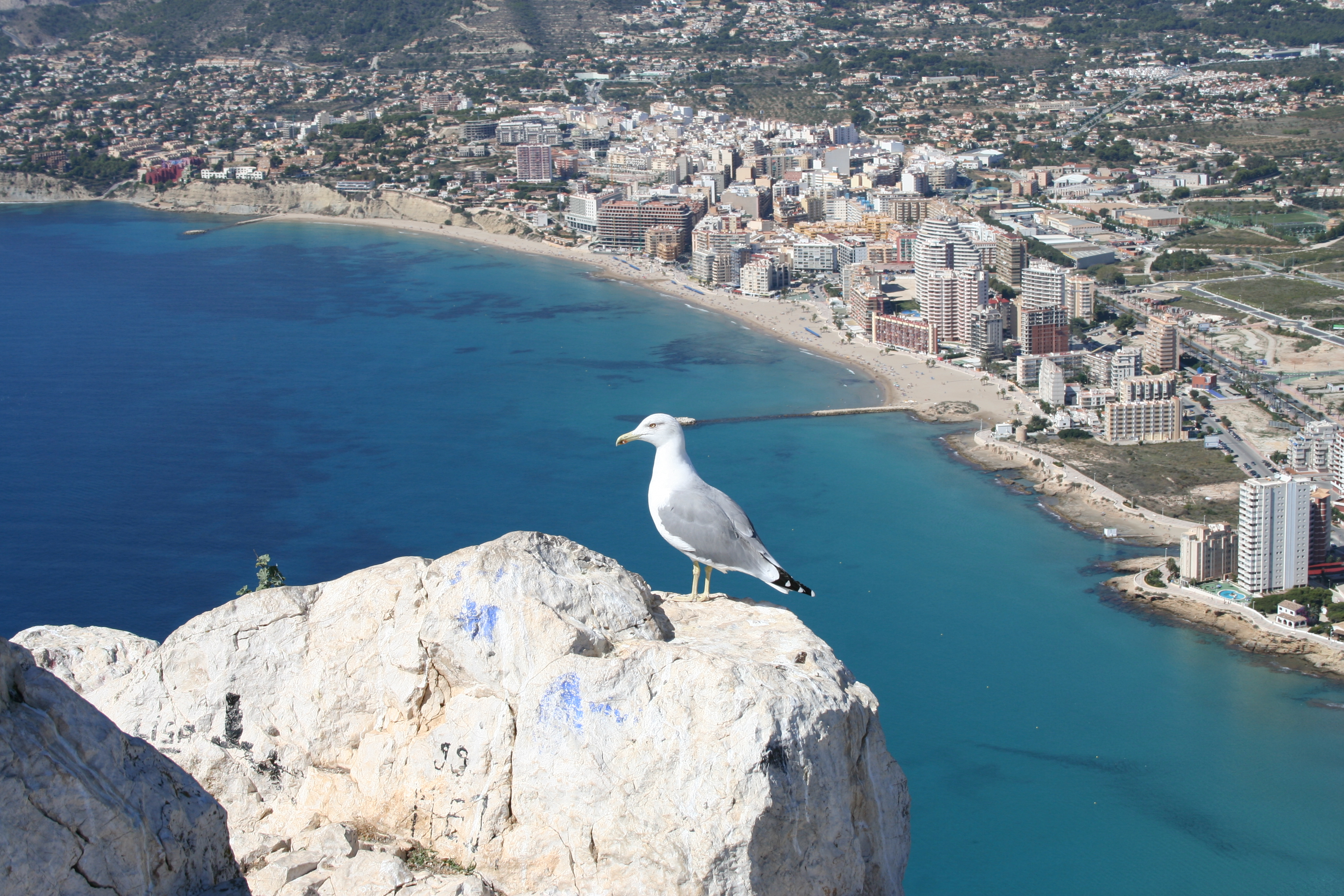
Vista de Calpe desde la cima del peñón de Ifach

- Parque natural del Peñón de Ifach. Símbolo de la Costa Blanca, se alza en el mar como roca calcárea de unos 50 000 m² a 332 m de altura y un kilómetro de longitud. Unido a tierra por un estrecho istmo, es producto de un deslizamiento de la cercana sierra de Oltá, constituyendo uno de los accidentes geográficos de mayor singularidad y belleza no solo de la Comunidad Valenciana, sino de todo el litoral mediterráneo. Es punto de encuentro para escaladores y submarinistas de todo el mundo, que hacen valer su resistencia en continuo desafío a la naturaleza por sus paredes y profundidades.
- Parque Enginent. El área recreativa de Enginent, acondicionada en septiembre de 1998, está situada a un kilómetro del casco urbano, en la urbanización del mismo nombre. En esta zona verde con una extensión de 4700 m² se encuentra un parque ecológico de especies autóctonas en el que se han respetado los árboles y arbustos adultos existentes. Comprende instalaciones lúdico-deportivas, áreas infantiles de ocio, barbacoa, fuente, mobiliario adecuado y sanitarios.
- Zona de Acampada de Oltá. Situada en la ladera nordeste de la sierra del Oltá, cuenta con 5000 m² destinados a la acampada libre, con una capacidad para 100 tiendas. Sus instalaciones constan de una caseta cubierta con un diseño típico de la arquitectura rural de la zona, provista de parrillas, fregaderos y aseos; se abastece de agua potable almacenada en un aljibe situado bajo la misma caseta. En las inmediaciones de la zona, existen diversas rutas balizadas para la práctica del senderismo.
- Parque de la Vallesa. Esta zona de esparcimiento y recreo ocupa una superficie de 10 000 m². Se encuentra situada en la urbanización La Merced, cerca de la iglesia del mismo nombre. El recinto, debidamente señalizado, conforma una zona verde de gran valor ecológico, poblada de árboles y con vegetación de la comarca.

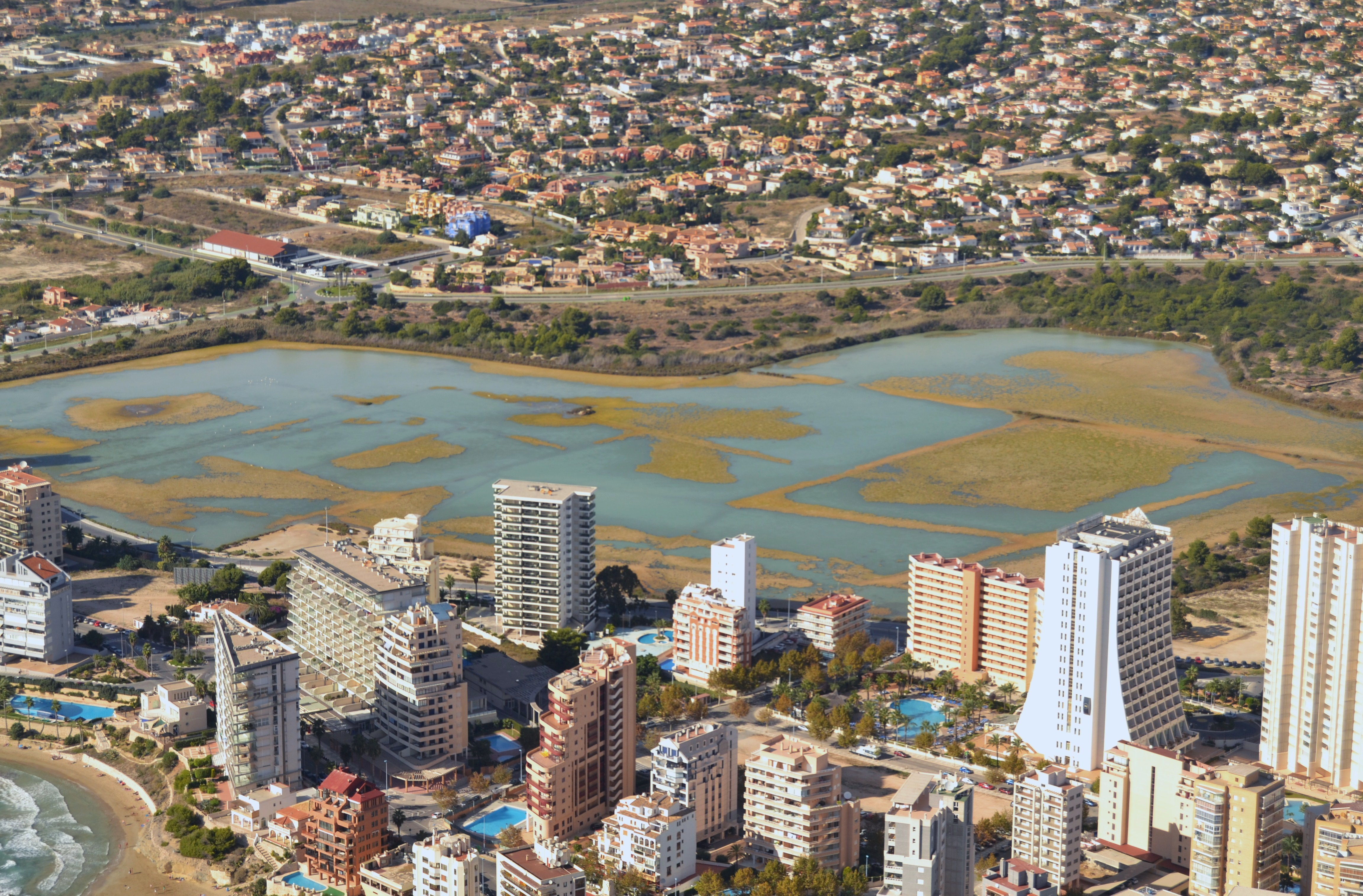
Salinas de Calpe desde el peñón

- Las Salinas. Las Salinas de Calpe ocupan una depresión rellenada por depósitos aluviales cuaternarios. Se trata de una laguna de origen tombólico, generada a partir del desarrollo de una doble restinga. La posición del Peñón de Ifach es factor decisivo para la formación de esta interesante zona húmeda. En la restinga del sector de la bahía de Calpe, aparecen excavadas las balsas de la factoría pesquera de los Baños de la Reina. De la primera lengua no queda casi nada debido a la explotación salinera a la que se ha visto sometida desde la época romana. La vegetación de este ecosistema está adaptada para soportar las elevadas concentraciones salinas del suelo y el agua. Las principales características de estas especies halófilas, que ocupan una buena parte de los márgenes de las salinas, es la formación de hojas crasas que contienen en su interior agua con una gran concentración de sal para poder absorber el agua del suelo. La fauna de las salinas está compuesta principalmente por aves migratorias, las cuales encuentran este punto como un lugar de descanso y de abastecimiento de los recursos alimenticios que necesitan en los periodos migratorios. Por otra parte, es evidente la importancia de las salinas como zona húmeda dentro de un área cuyo clima presenta un importante periodo de sequía estival.
- La Forat del Mar. Son los restos que quedan de lo que fue la muralla exterior que rodeaba la ciudad.

Vista panorámica de la playa de Levante.

- Cala Calalga. Situada al final de la playa de Levante. La playa Calalga, de 100 m de extensión, es de cantos rodados.
- Cala Racó del Corv. Accesible únicamente por mar, situada al sur de la costa de Calpe. Esta playa de arena y canto rodado es apropiada para la práctica del buceo y la pesca. Tiene una extensión de 100 m.
- Playa Puerto Blanco. Tiene 100 m de extensión y es de arena y cantos rodados.

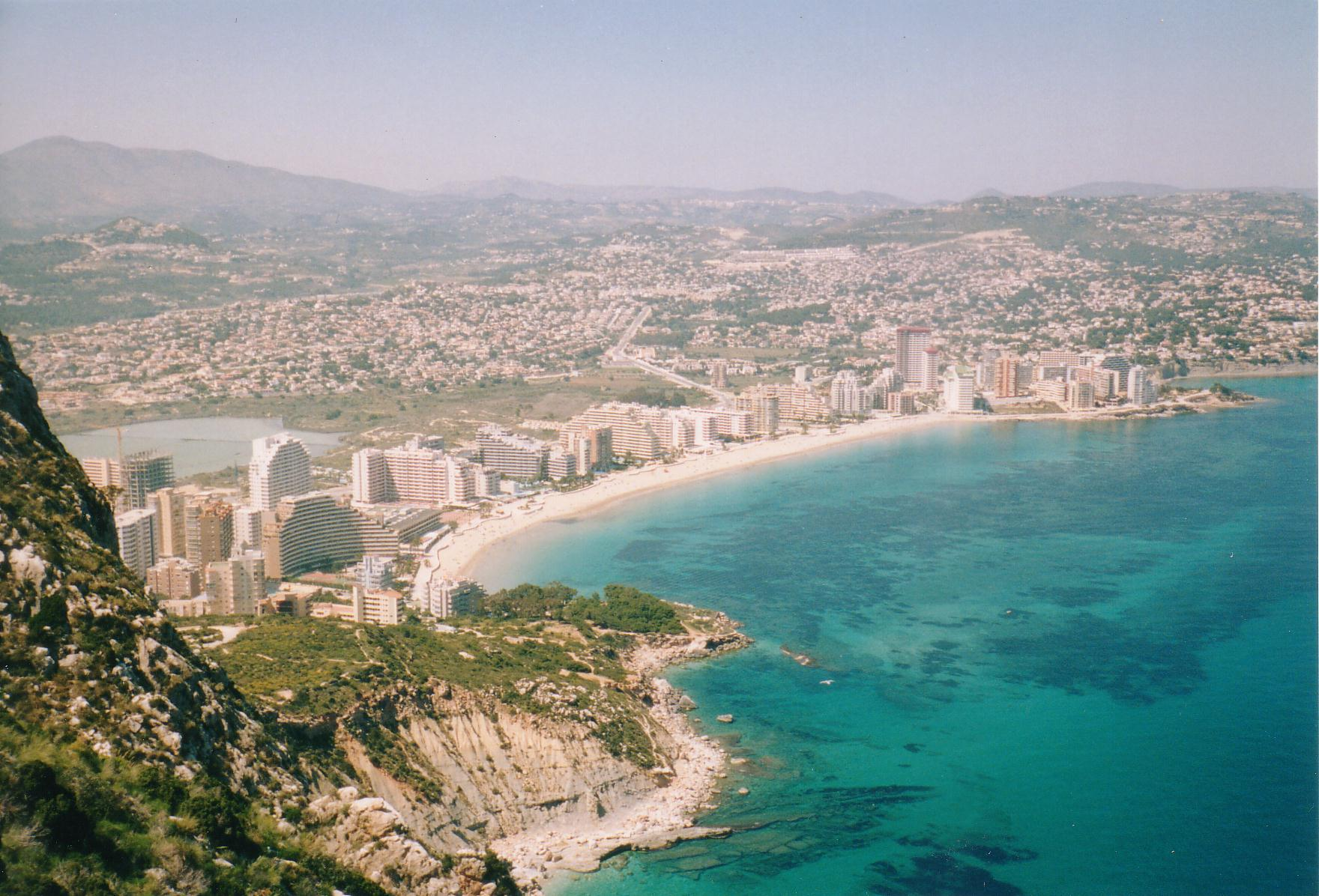
Playa La Fosa

- Playa de Levante o de La Fossa. Situada al norte de Peñón de Ifach, es de arena fina y tiene una extensión de 2000 m.
- Playa del Cantal Roig. Esta playa situada junto al puerto y el Peñón de Ifach es de arena fina y tiene una extensión de 200 m.

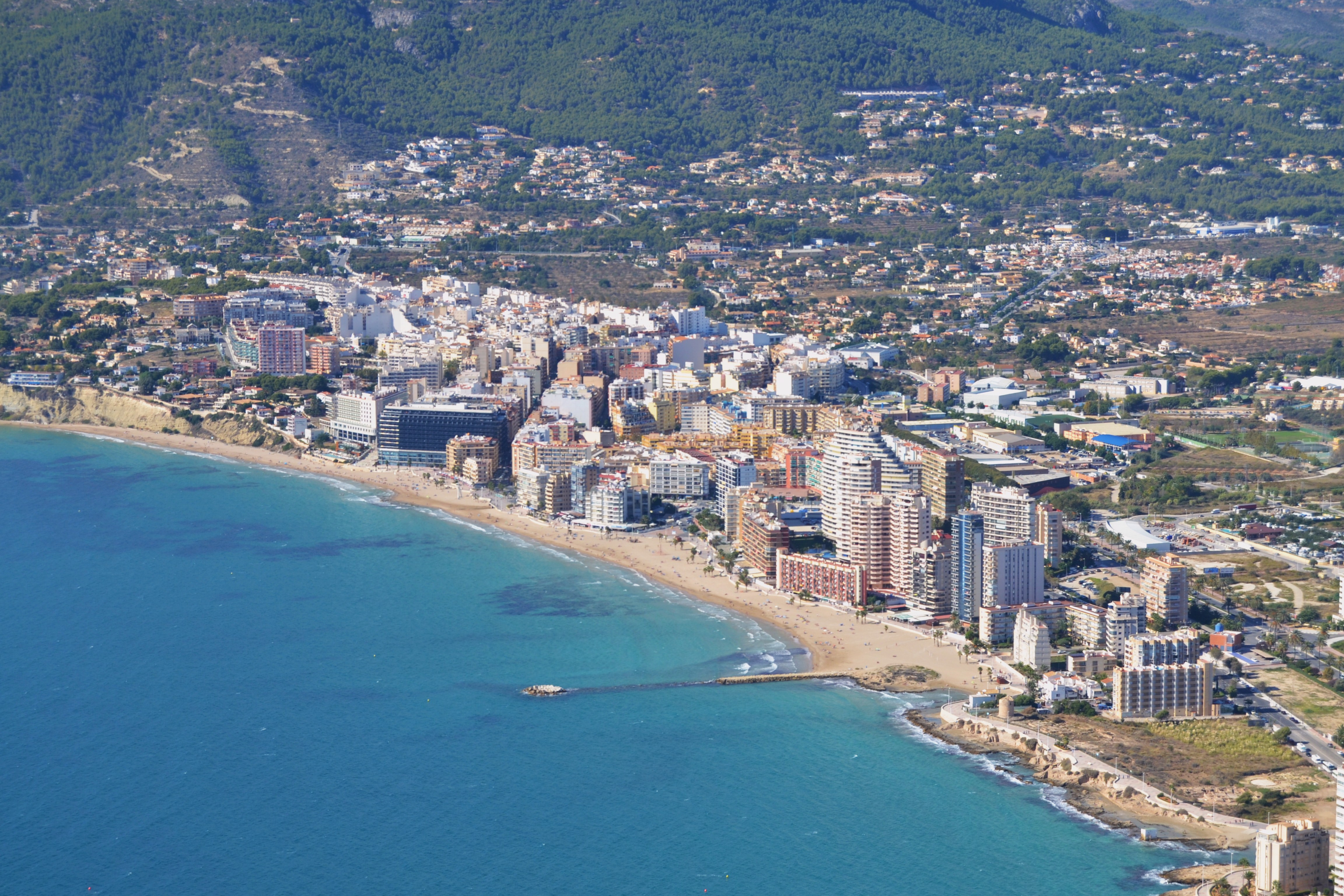
Playa del Arenal-Bol

- Playa del Arenal-Bol. Situada en la zona del casco urbano de Calpe es de arena fina y tiene una extensión de 2000 m.
- Cala Gasparet. Situada en la parte sur de Toix, accesible solo por mar. Esta playa de cantos rodados es apropiada para la práctica del buceo y la pesca. Tiene una extensión de 100 m.
- Cala Les Urques. Situada al sur de la costa de Calpe, cerca del puerto deportivo Puerto Blanco. Esta playa de cantos rodados es apropiada para la práctica del buceo y la pesca. Tiene una extensión de 200 m.
- Cala La Manzanera. Es de cantos rodados y tiene una extensión de 200 m.
- Cala el Racó. Situada en la parte trasera del Peñón de Ifach y se accede por el puerto pesquero y por el Paseo marítimo Príncipes de Asturias. Esta playa es de bolos y es apropiada para la práctica del buceo y la pesca. Tiene una extensión de 70 m.
- Cala del Peñón. Esta playa es accesible por una pequeña senda en la parte norte del Peñón de Ifach. Es una plataforma rocosa apropiada para la práctica del buceo y la pesca. Tiene una extensión de 100 m.
- Cala del Mallorquín. Situada al norte de la costa de Calpe y cercana al Puerto Deportivo Les Basetes. Es una plataforma rocosa apropiada para la práctica del buceo y la pesca, de 100 m de extensión.
- Cala Les Basetes. Situada en el puerto deportivo del mismo nombre es de cantos rodados y apropiada para la práctica del buceo y la pesca. Tiene una extensión de 100 m.

## Fiestas
Las fiestas propias de Calpe se inscriben en la tradición valenciana de los Moros y Cristianos, pero a su vez y debido a la presencia de inmigrantes del norte de Europa, hay pequeñas muestras de festividades del extranjero, como por ejemplo la Oktoberfest, típica de Baviera.
Calendario de Fiestas:
- Reyes Magos. 5 de enero.
- Carnavales. Febrero.
- Carnaval alemán. Febrero.
- Fallas. Marzo.

La Comisión de la Falla del Calp Vell planta esculturas de cartón, madera y otros materiales que representan personajes públicos y reproducen escenas de la vida cotidiana con mensajes irónicos, celebrando el comienzo de la primavera. Se celebran en Calpe desde 1983 del 18 al 19 de marzo.
- Semana Santa. Abril. En la ciudad de Calpe hay una importante población de origen andaluz.
- Medio Año (Mig Any) de Moros y Cristianos. Abril.
- Cruz de Mayo. Mayo.
- Hogueras de San Juan. 23 de junio.

En la playa Arenal-Bol. Se celebra la noche más corta del año coincidiendo con el solsticio de verano y se llevan a cabo numerosos rituales enraizados en costumbres ancestrales. La Noche de San Juan se celebra en Calpe desde el año 1991 el 23 de junio.
En urbanización La Cometa. La víspera de San Juan Bautista, el patrón de La Cometa, se prepara una hoguera compuesta de sillas, mesas y otros objetos en desuso, a la que se prende fuego por la noche para celebrar la llegada del verano. La organización corre a cargo de una familia de la localidad y se celebra desde tiempos muy remotos el 24 de junio.
- Feria de Andalucía. Julio.
- Festividad de la Virgen del Carmen. 16 de julio.
- Festividad de la Virgen de las Nieves. Agosto.
- Moros y Cristianos. Santísimo Cristo del Sudor. Octubre.

Son las fiestas patronales de Moros y Cristianos en honor al Santísimo Cristo del Sudor, organizadas por la Asociación de Moros y Cristianos, con la colaboración de la Comisión de Fiestas, que unidas combinan los actos religiosos, populares e históricos. La fiesta de Moros y Cristianos se celebra en Calpe desde el año 1977 del 22 al 25 de octubre.
- Fiesta de la Cerveza. Octubre.

## Ciudades hermanadas
- El Puerto de Santa María (España)
- Oppenheim (Alemania)